# スジオイヌ属
スジオイヌ属（スジオイヌぞく、Lycalopex）は、食肉目イヌ科に含まれる属。

## 形態
頭骨の額は盛り上がらない。上顎第4臼歯と下顎第1大臼歯（裂肉歯）はやや小型だが、臼歯が発達する。

## 分類
本属の構成種は、以前はフォークランドオオカミを模式種としたクルペオギツネ属Dusicyonに含まれていた。一方でスジオイヌのみでスジオイヌ属Lycalopexを構成する説もあった。1987年および1988年にDusicyon属を頭骨や歯から化石属のProtocyon属やTheriodictis属と共通点のあるフォークランドオオカミのみとし（フォークランドオオカミ属Dusicyon）、他種をPseudalopex属へ分割する説が提唱された。1995年にPseudalopexよりもLycalopexの方が早く記載されたため先取権があると指摘され、下記の種をまとめた属はLycalopex属となった。
以下の分類・英名はMSW3（Wozencraft, 2005）、和名は川田ら(2018）に従う。
- Lycalopex culpaeus クルペオギツネ Culpeo
- Lycalopex fulvipes ダーウィンギツネ Darwin's_fox
- Lycalopex griseus チコハイイロギツネ South American gray fox
- Lycalopex gymnocercus パンパスギツネ Pampas fox
- Lycalopex sechurae セチュラギツネ Sechuran fox
- Lycalopex vetulus スジオイヌ Hoary fox

## 画像

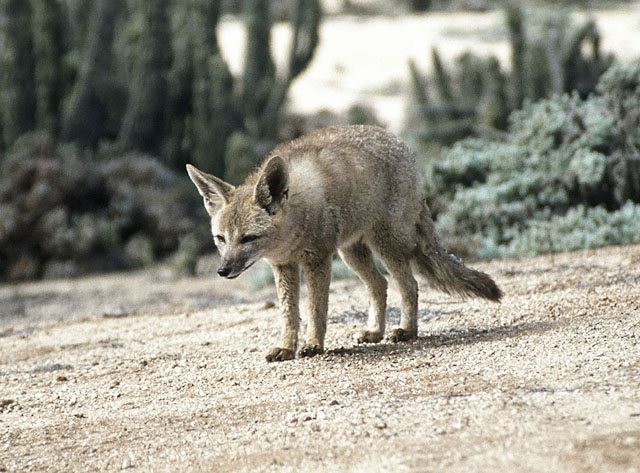
チコハイイロギツネ L. griseus
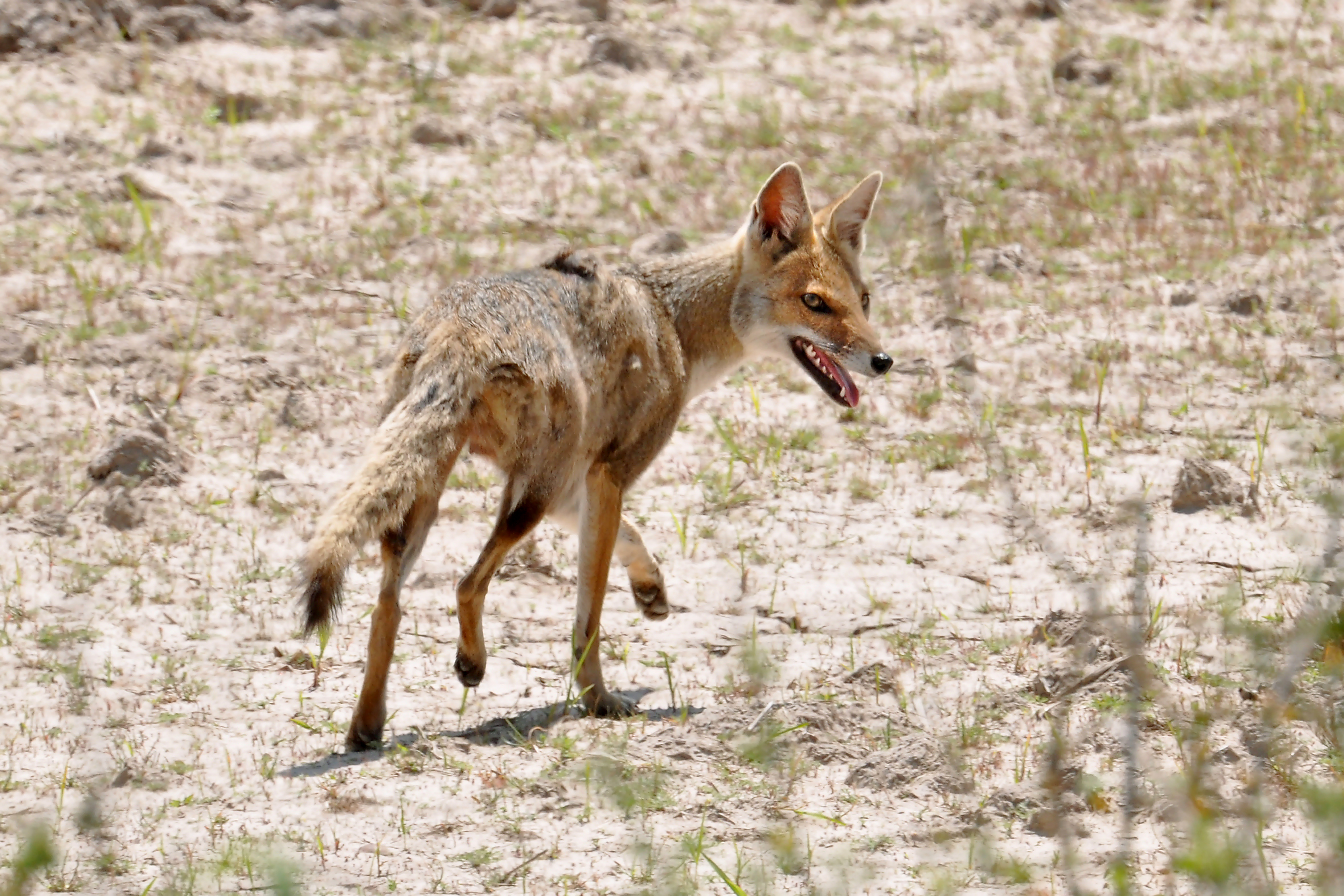
パンパスギツネ L. gymnocercus
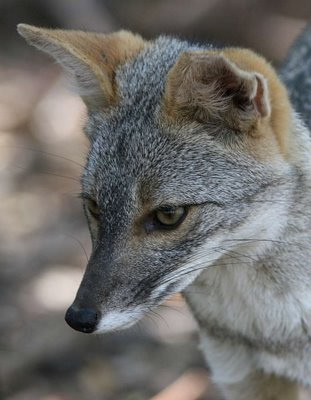
セチュラギツネ L. sechurae
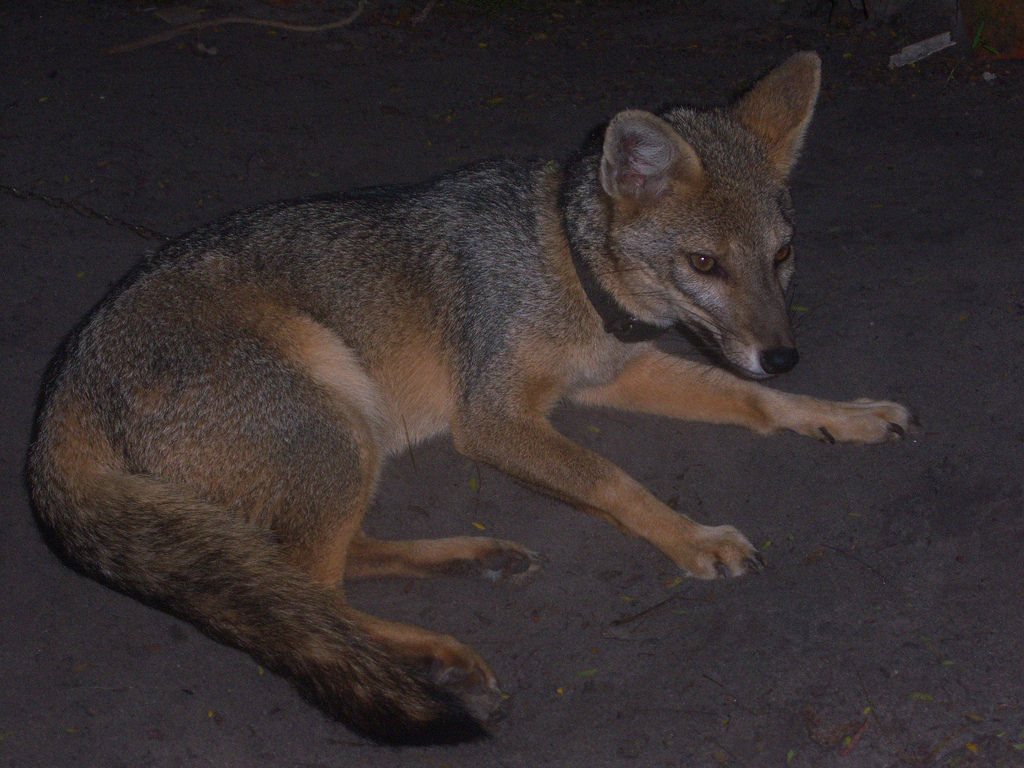
スジオイヌ L. sechurae